# Daniel Hermanus Pienaar
Daniel Hermanus Pienaar, južnoafriški general, * 27. avgust 1893, † 19. december 1942.